# Mourad Benchellali
Mourad Benchellali (Villeurbanne, Francia; 7 de julio de 1981) es un conferenciante y ex detenido de Guantánamo. 
Fue capturado por el ejército estadounidense en Pakistán después de haber pasado dos meses en un campo de entrenamiento de Al-Qaeda en el año 2001, estuvo prisionero dos años y medio en el centro de detención de Guantánamo.

## Biografía
Mourad Benchellali nació en 1981 y paso su infancia en Villaurbanne, una ciudad muy cercana a Lyon, es hijo de un imán.
En el verano de 2001, Mourad Benchellali, en ese entonces  de 19 años, viaja a Afganistán con la idea de profundizar en el conocimiento del islam animado por su hermano Menad, quien le proporciona documentos falsos para realizar este viaje. En Afganistán, es acogido por un amigo de su hermano que le propone de ir a encontrarse con otros musulmanes. Es así como accede por primera vez a un campo de entrenamiento de Al-Qaeda, donde conoce a Osama bin Laden. Sintiéndose atrapado, solicita marcharse, pero los responsables del campo lo obligan a quedarse durante los dos meses que dura la formación.
Tras los bombardeos estadounidenses sobre Afganistán en represalia por los atentados del 11 de septiembre de 2001, Mourad Benchellali se fuga a Pakistán, donde es arrestado. Se sospecha que posee información privilegiada y que ha realizado actos terroristas. En enero de 2002, es transferido de Pakistán a Guantánamo, donde pasa dos años y medio. Allí declara haber sido torturado y humillado.
Su hermano Menad es arrestado por haber planeado un ataque químico contra un grupo de  rusos en Francia en apoyo a los separatistas chechenos, tras ser encontrado fabricando veneno en el apartamento de su familia. Varios miembros de su familia, entre ellos su madre, son detenidos en el marco de la investigación.
Desde su regreso a Francia, en el verano 2004, es puesto bajo custodia en el centro penitenciario de Fleury-Mérogis hasta enero de 2006.  En ese mismo año publica su libro Viaje hacia el infierno, en el cual cuenta su experiencia en el centro de detención de Guantánamo.  La justicia francesa lo deja en libertad en febrero de 2009.
Posteriormente se convierte en conferenciante, participando sobre todo en formaciones de prevención de la radicalización de los jóvenes musulmanes franceses.
En 2015 es detenido por los servicios fronterizos de Canadá mientras iba a participar en una conferencia. Es devuelto a Francia dos días más tarde.